# Jalingo
Jalingo   este un oraș  în  Nigeria. Este reședința  statului  Taraba .